# 先輩とぼく
『先輩とぼく』（せんぱいとぼく）は、沖田雅による日本のライトノベル。イラストは日柳こより。電撃文庫（メディアワークス）より2004年2月から2005年12月まで全6巻が刊行された。第10回電撃ゲーム小説大賞〈銀賞〉受賞作品。

## あらすじ
山城一は、凰林高校に通い始めた高校1年生。入学してから数日後クラブ紹介があり、そこで一は凰林ミステリー研究会（通称OMR）に所属し、一の先輩に当たる平賀つばさに一目惚れしてしまう。そこで一は、凰林ミステリー研究会に入部し、つばさにお弁当などを作ってやるなど積極的にアプローチをする。その甲斐あってか、一とつばさは次第に仲を深めていき、そして12月24日、2人は市内の端にある山へUFOウオッチングに出かけた。しかし、そこで2人はUFOにさらわれ体を解剖されてしまい、その上解剖をした宇宙人の手違いにより、2人の脳が入れ替わってしまう。そのため2人は男から女、女から男への生活を歩み始める事となる。

## 登場人物
山城一（やましろ はじめ）
凰林高校1年（2巻からは2年）、平賀つばさに一目惚れし自らもつばさの所属する凰林ミステリー研究会に所属する。つばさにどんな仕打ちを受けてもつばさを愛し続ける純粋で一途な性格。任意で幽体離脱ができる（昔、川におぼれた時からとのこと）。つばさと体が入れ替わり、女としての生活を始める。小さい頃祖父にサバイバル術や武術などを叩き込まれ、小柄なものの力などは強い（つばさに「小さくても高性能、ハイパワー、まるで日本製品の鏡のような身体だね」と言われるほど）。学校では山田真太郎と川村秀則の3人でつるんでいる。前世は水野桜の祖母の姉らしい（蘭が綺麗でやさしくて、とても強い姉のように育って欲しいとして名前をそのまま付けたため、一の前世の名前も水野桜である）入れ替わる前の顔は前世そっくりらしい（嵐曰く）。凰林ミステリーサークルの突っ込みを良く行う。タッキーが悪行を行う時のみ、突っ込みに攻撃も伴う。
平賀つばさ（ひらが つばさ）
凰林高校2年（2巻からは3年）、凰林ミステリー研究会の部長で容姿端麗・頭脳明晰・実家は市内最大の総合病院というスーパー女子高生。しかし独創的な性格・不可解な行動・男前な喋り方などのせいで長い間彼氏がいなかった（そもそも声を掛ける男がいなかった）。今は山城一（以下はじめ）と付き合っていて、脳が入れ替わったのを契機に親公認の許婚となった。好奇心の満足のためには命をも懸けられる。お約束とはじめをからかうのが大好き。
川村秀則（かわむら ひでのり）
通称タッキー（ジャニーズのあの人とは関係がない、オタッキーからきている）。凰林高校1年（2巻からは2年）、頭脳明晰・スポーツ万能・前向きで社交的という天に二物を与えられた男。しかしめがねで小太り・中背という完璧なオタクの外見をしたオタクで、本人もストーカー・盗撮・セクハラ行為という悪行を重ねる（主につばさの体のはじめに）。オーラ=レーンズ（ロボットのほう）と行動を共にし、5巻の文化祭では告白をする。学校では山城一と山田真太郎の3人でつるんでいる。はじめの写真等を撮るときは、オーラ=レーンズ（ロボオーラ）と行動を共にしている。
山田真太郎（やまだ しんたろう）
凰林高校1年（2巻からは2年）、柔道部と凰林ミステリー研究会を掛け持ちする。無口で長身。近代柔道家タイプの体つきで、実際柔道の全国大会では結構いい所まで行くという実力派。性格はきわめて温和で、目が細いのでいつも笑っているように見える。水野桜と付き合うこととなる。学校では山城一と川村秀則の3人でつるんでいる。
オーラ=レーンズ
実は人間じゃなく宇宙人（グレイタイプ）である。銀河連邦から地球の観察員としてきた。脳（精神）が入れ替わってしまったはじめたちを元に戻すために宇宙船まで連れて行ったが、つばさに元はじめの体を蝕んでいる病気を取り除くよう説得され、体を元に戻さないことを条件にそれを引き受ける（本当は服務規定法違反だが、例外的に認められている）。レーンズ自身はほとんど地上にいないで上空から観察しているので、通常はそっくりのロボットがはじめたちと共に学園生活を営んでいる。ロボットのほうのレーンズは川村秀則とよく行動を共にしていて文化祭の時告白された。
水野桜（みずの さくら）
3巻で登場、凰林高校3年。つばさが「……足りないな」の一言で凰林ミステリー研究部につれて来た。占いマニアでポーカーフェイス。交通事故によって両親をなくし、さらに自らも左足を悪くした。そのため出席日数が足りず（1年目は事故で入院し、2年目は不登校になったため）留年し、3年生なのに20歳である。山田真太郎と付き合っていて、真太郎といるときは明るく、その他はポーカーフェイスという2つの顔を持っている。
石川嵐（いしかわ らん）
2巻で登場、凰林高校1年。はじめの幼馴染で昔はじめに命を救われた（川で溺れたのを助けてもらった）。はじめにベタ惚れではじめの家に居候している。本人は正幼馴染エンドを狙っていたが、はじめがかわいい妹としか思っておらず、またつばさと許婚になっていたためその狙いが達成される確率は低い。はじめとつばさの関係を認めず、美穂と美菜と共に襲撃しては負けて去っていくを繰り返す。水野桜の祖母の生まれ変わり（その時の名前は水野蘭）で本人もその時の記憶をおぼろげだが覚えている（本人曰く「……あたしの頭の中にはね、水野蘭っていう人間の人生を描いた、超大作の漫画が入っているの。でもその漫画は、途中の巻が抜けまくってて思いっきり歯抜けだし。所々破れたりしてるの。だからすべてを知っているわけじゃない」だそうだ）。ちなみに一には前世でも溺れたところを助けてもらっており、その時に前世の一が死んでしまったことを負い目に蘭は持っていた財力を全て賭して川に堤防を築いた（しかし、一と嵐の生まれた時期が近いことからその空白期は一が嵐の守護霊として憑いていたのではないかと言われている）。
大林典弘（おおばやし のりひろ）
凰林高校1年（2巻からは2年）。はじめが前住んでいた街の時の幼馴染。はじめをライバル視している（理由は喧嘩や勉強など、勝負になる物は全てにおいてはじめに負け続けたため）。そのため打倒はじめを目標に掲げ、はじめの祖父である一太郎に教えを請い、山篭りをしてはじめを追って来た。昔は分厚いビンぞこめがねだったらしいが、山篭りの成果なのか視力が回復し、身長も伸び髪形も変わり声変わりまでしたので、初め会った時ははじめでさえ気付かなかった。はじめが女になったので身体能力的な勝負はやめたが、別の方法で勝負を挑むと宣言した（0巻ではボウリングやエアーホッケーなどで勝負しているが、全て負けている）。
バイトしながら一人暮らしをしているようで、3巻ではバイト先のコンビニ前でつばさに呼び出され激怒するも、食事会を行う事を知って参加の意思を見せる一面も。
0巻まで挿絵の登場回数は5回だが、顔が判別可能まで描かれているのは1回だけである。典弘を除く3巻までの登場人物全員が載っている3巻の扉絵にも載っていないことからイラストレーターの故意ではないかと言われている。
小谷美香（こたに みか）
凰林高校2年（2巻からは3年）。つばさとは入学直後からの友（美香の方がつばさの演技を見破った）。まるめがね・三つ編みで1巻の時点では図書委員だった（2巻からは不明）という文学少女そのままの人。部活は手芸部とOMRを掛け持ちしている。しかしそれら全ての格好が、いい男をゲットするため（特に真面目で将来有望そうな人に）の演技という外見とは裏腹のとてもしたたかな人。はじめに半ズボンを着させようとするショタコンの一面も持つ。両手両足でも足りないほどの男性遍歴を持つが、それら全ての人たちと一度たりともトラブルを起こした事がない。父親は何かの夢を追いかけ出て行ったため、小料理屋を営む母と、妹の美穂と美菜との4人家族。
小谷美穂・美菜（こたに みほ・みな）
2巻から登場、凰林高校1年。小谷美香の双子の妹で、嵐とよく行動を共にする。眼鏡をかけてはいるが、それは姉の美香を真似したものであり、度が入っていない伊達眼鏡である。
道本誠（みちもと まこと）
凰林高校2年（2巻からは3年）。端正な顔立ちの美男子で、女子生徒に大変人気がある。幼い頃から幽霊が見え、幽霊に見続けられていたら、いつの間にか見られることに快感を覚えていたというナルシスト。美しい物、事を日々追い求めていて、自分自身の美しさも磨くため毎日ポージングの練習を欠かさない。つばさとは1年の夏休みに墓地で出会い、一時期だけだが交際した過去をもつ。語尾は「…ねー」
天王寺 竜也（てんのうじ たつや）
2巻から登場。大森高校3年。不良たちの溜まり場の大森高校の番長で好きなものは喧嘩。放浪の旅を繰り返してきたせいで2年のとき留年している。二つ名は「M番長」（「M」はマゾのM）で、頬の傷は鞭による傷らしい。2巻から嵐の下僕になる（嵐からはポチと呼ばれている）。

## 既刊一覧
- 沖田雅（著）・日柳こより（イラスト） 、メディアワークス〈電撃文庫〉、全6巻
  - 『先輩とぼく』、2004年2月10日発売[3]、ISBN 4-8402-2612-1
  - 『先輩とぼく2』、2004年6月10日発売[4]、ISBN 4-8402-2699-7
  - 『先輩とぼく3』、2004年10月10日発売[5]、ISBN 4-8402-2835-3
  - 『先輩とぼく4』、2005年2月10日発売[6]、ISBN 4-8402-2942-2
  - 『先輩とぼく5』、2005年6月10日発売[7]、ISBN 4-8402-3068-4
  - 『先輩とぼく0』、2005年12月10日発売[8]、ISBN 4-8402-3210-5